# Hans Gelling

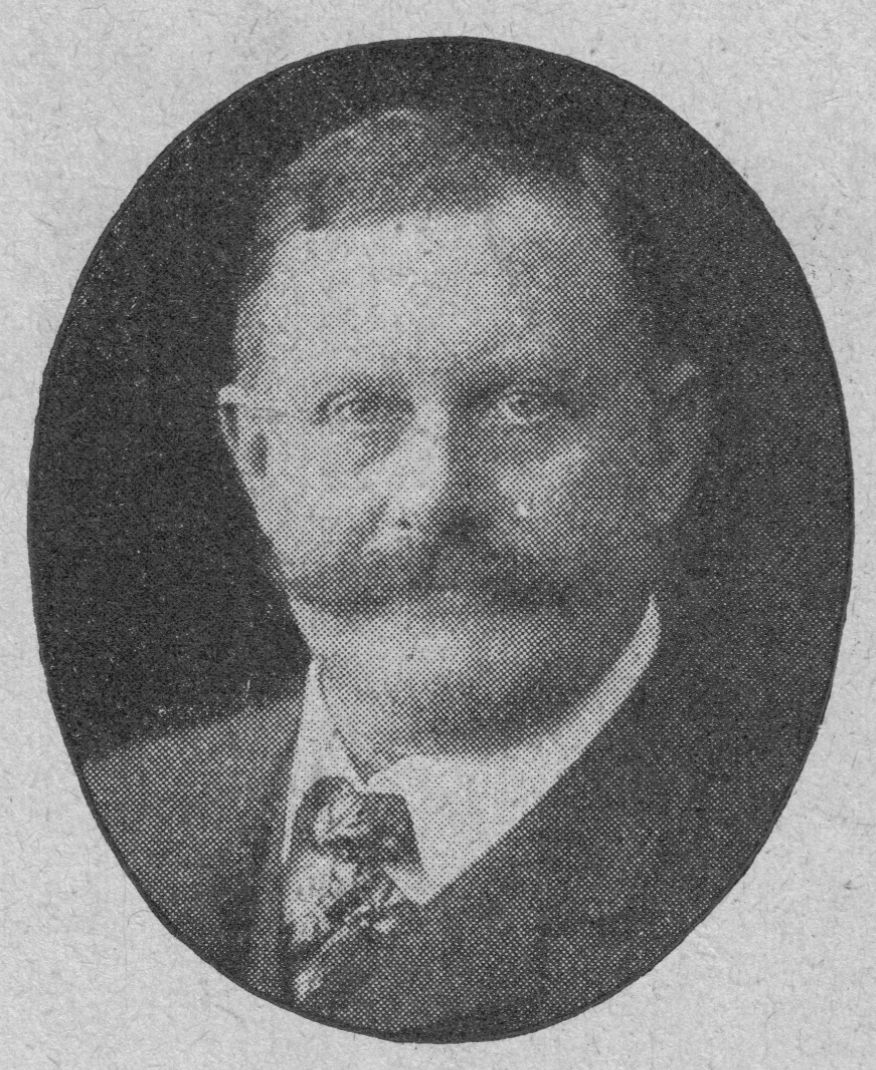
Hans Gelling, 1904

Hans Gelling (14. Oktober 1858 in Kassel – 10. April 1911 in Weimar) war ein deutscher Theaterschauspieler, -regisseur, -leiter, -intendant und Dramatiker.

## Leben
Nachdem sich Gelling in Berlin entschlossen hatte, die Bühnenlaufbahn zu ergreifen, nahm er Unterricht bei Heinrich Oberländer und Franz Deutschinger.
Er debütierte in Danzig und ging danach ans Deutsche Theater in Pest. 1884 ging er nach Schwerin, wo er als gesetzter Liebhaber und Heldenvater agierte. Dort begann er auch mit der Regie und wurde sogar Oberregisseur.
1899 übernahm er die artistische Direktion des Thaliatheaters in Hamburg und 1901 das Stadttheater in Essen als Theaterleiter und -intendant, der auch nach der Vereinigung mit dem Theater Dortmund Direktor blieb.
Gastspiele führten ihn nach Stuttgart, Hannover, Amsterdam, Rotterdam, Haarlem und Leiden sowie den Lutherfestspielen in Danzig. Zu seinen bekanntesten Leistungen zählten „Macbeth“, „Faust“, „Götz“, „König Lear“, „Tell“ und „Wallenstein“.
Verheiratet war er mit der Schauspielerin Valerie Chauvet de Taugly.
1909 lebte er im Ilsenhof in Gauting bei München.

## Werke
- 1890: Nach dem Tode
- 1891: Im Eichenschatten
- 1892: Z. Licht
- 1893: Goldener

## Schüler (Auswahl)
- Albert Biesantz